# Завадівська волость (Черкаський повіт)
Завадівська волость — історична адміністративно-територіальна одиниця Черкаського повіту Київської губернії з центром у селі Завадівка.
Станом на 1886 рік — складалася з 4 поселень, 4 сільських громад. Населення — 4246 осіб (2105  чоловічої статі та 2141 — жіночої), 726 дворових господарств.
|                     | Площа, десятин | У тому числі орної, десятин |
| ------------------- | -------------- | --------------------------- |
| Сільських громад    | 3038           | 2093                        |
| Приватної власності | 2593           | 1884                        |
| Іншої власності     | 144            | 82                          |
| Загалом             | 5775           | 4059                        |

Поселення волості:
- Завадівка — колишнє власницьке село при струмкові, 1950 осіб, 340 дворів, православна церква, єврейський молитовний будинок, школа, 2 постоялих будинки, лавка.
- Миропілля — колишнє власницьке село при річці Рось, 318 осіб, 60 дворів, школа, постоялий будинок.
- Вільхівчик (Омарівка) — колишня власницька слобода при річці Рось, 590 осіб, 100 дворів, школа, постоялий будинок.
- Черепин — колишнє власницьке село при струмкові, 1232 особи, 226 дворів, православна церква, школа, 2 постоялих будинки.

Наприкінці ХІХ ст. волость було ліквідовано, територія у повному складі увійшла до Деренківської волості.